# Dietrich Rall
Dietrich Rall (* 1938 in Tübingen) ist ein deutscher Germanist.

## Leben
Nach dem Abitur am Uhland-Gymnasium Tübingen studierte er Germanistik und Romanistik in Tübingen, Berlin, Innsbruck, Toulouse und Pau und promovierte 1968 über ein spanisches Literaturthema. Von 1969 bis 1973 war er als DAAD-Lektor tätig. Von 1975 bis 2007 lehrte er als Professor für deutsche Sprache und Literatur, Angewandte Linguistik und Vergleichende Literaturwissenschaft an der Universidad Nacional Autónoma de México. Er war verheiratet mit der Germanistin Marlene Rall geborene Zinn (1940–2003), der Tochter des klassischen Philologen Ernst Zinn (1910–1990), mit der er auch zusammenarbeitete und gemeinsam publizierte. Er lebt in Mexiko-Stadt sowie in der Provence.

## Schriften (Auswahl)
- mit Marlene Rall und Ulrich Engel: DVG für DaF. Dependenz-Verb-Grammatik für Deutsch als Fremdsprache. Heidelberg 1985, ISBN 3-87276-033-5.
- mit Marlene Rall: Paralelas. Estudios literarios, lingüísticos e interculturales. México D.F. 1999, ISBN 968-36-7517-4.
- mit Marlene Rall: Mira que si nos miran. Imágenes de México en la literatura de lengua alemana del siglo XX. México 2003, ISBN 970-32-0732-4.
- Viajes con Marlene. DF, El Viejo Pozo 2005, ISBN 968-7495-97-9.
- Entre culturas y literaturas. México D.F. 2014, ISBN 978-970-94291-6-9.
- Das poetischste Land der Erde: Mexiko in der deutschsprachigen Literatur des 18.–21. Jahrhunderts. Edition Tandem, Salzburg 2023, ISBN 978-3-904068-87-1.